# Margit Otto-Crépin
Margit Otto-Crépin (Saarbrücken, 9 februari 1945 – Hamburg, 19 april 2020) was een Frans amazone, die gespecialiseerd was in dressuur. Otto-Crépin maakte haar olympische debuut tijdens de Olympische Zomerspelen 1984 met een achttiende plaats. Vier jaar later in Seoel behaalde Otto-Crépin de zilveren medaille individueel en de achtste plaats in de landenwedstrijd.

## Resultaten
- Olympische Zomerspelen 1984 in Los Angeles 18e individueel dressuur met Crapici
- Olympische Zomerspelen 1984 in Los Angeles in Seoel uitgevallen landenwedstrijd dressuur met Crapici
- Olympische Zomerspelen 1988 in Seoel  individueel dressuur met Corlandus
- Olympische Zomerspelen 1988 in Seoel 8e landenwedstrijd dressuur met Corlandus
- Olympische Zomerspelen 1992 in Barcelona 19e individueel dressuur met Maritim
- Olympische Zomerspelen 1992 in Barcelona 9e landenwedstrijd dressuur met Maritim
- Olympische Zomerspelen 1996 in Atlanta 7e individueel dressuur met Lucky Lord
- Olympische Zomerspelen 1996 in Atlanta 4e landenwedstrijd dressuur met Lucky Lord